# 利索内
利索内（義大利語：Lissone）是意大利伦巴第大区蒙扎和布里安扎省的市镇。面积为9平方公里，2017年人口数量为45,535人。